# Oliver Goethe
Oliver Goethe (Londres, Reino Unido; 14 de octubre de 2004) es un piloto de automovilismo danés-alemán nacido en Inglaterra. En 2023 se convirtió en miembro del Equipo Júnior de Red Bull. En 2022 ganó el campeonato de Eurofórmula Open con Team Motopark y debutó ese mismo año en el Campeonato de Fórmula 3 de la FIA con Campos Racing.
En 2024 compitió hasta la penúltima ronda en su segunda temporada del Campeonato de Fórmula 3 de la FIA, hasta que en la ronda de Monza dio el salto al Campeonato de Fórmula 2 de la FIA en sustitución de Franco Colapinto en MP Motorsport.

## Carrera

### Inicios
Goethe hizo su debut internacional en karting en 2019, donde compitió tanto en el Campeonato Europeo como en el Campeonato Mundial de Karting y no pudo terminar ninguno de los dos. Goethe luego compitió en la WSK Super Master Series y la WSK Champions Cup en 2020.

### Fórmula 4
En 2019, Goethe hizo su primera aparición en un monoplaza, conduciendo para Drivex School en la prueba final del Campeonato de España de F4.
Luego corrió en el campeonato a tiempo completo en la temporada 2020, esta vez con MP Motorsport. Con solo 15 años durante la mayor parte de la temporada, Goethe logró seis podios, incluida una victoria en el Circuito Paul Ricard. Ocupó el quinto lugar en los campeonatos de novatos y general respectivamente al final del año.

### Fórmula Regional

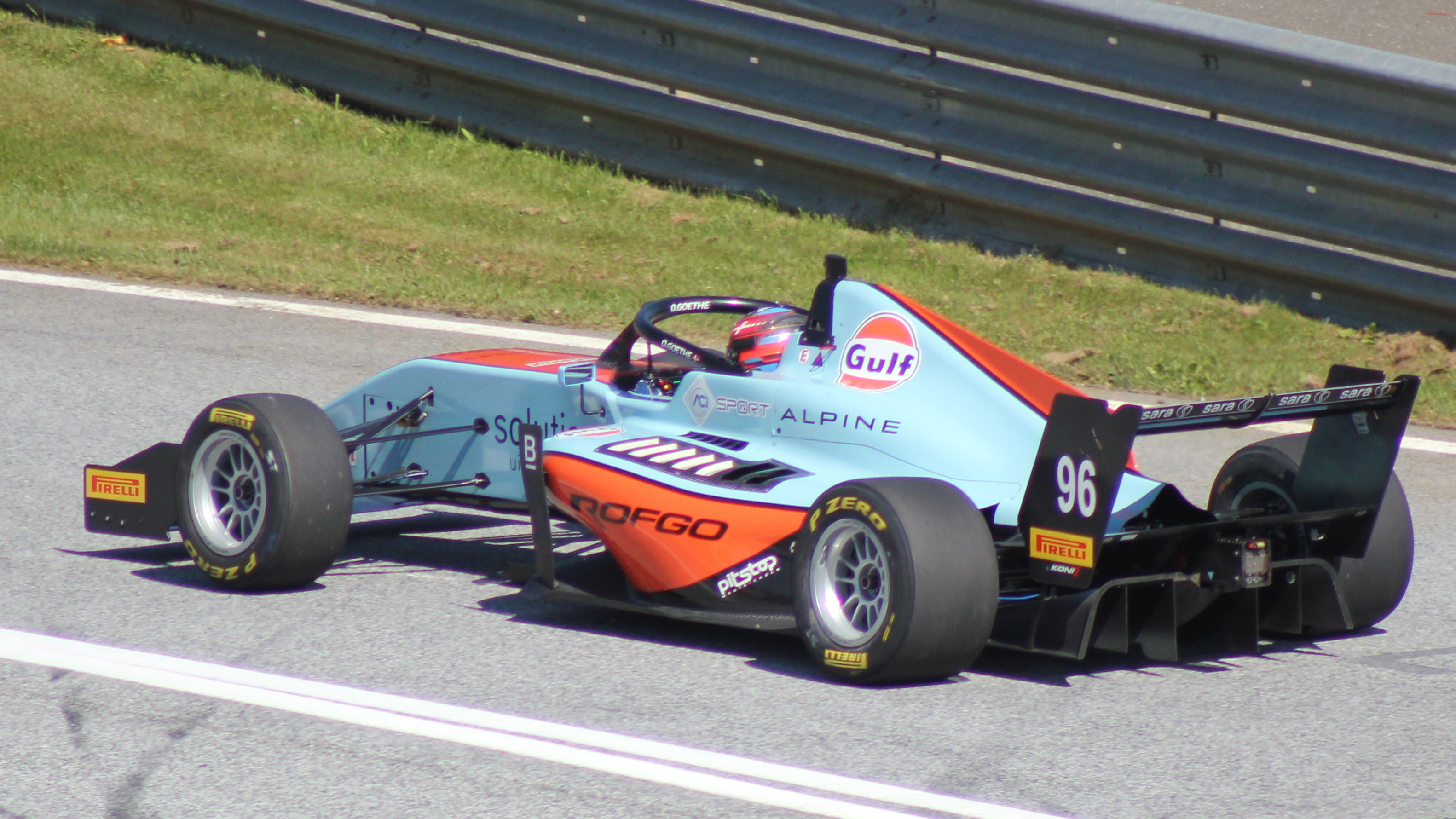
Goethe en el Red Bull Ring, 2021.

Goethe compitió en el Campeonato de Fórmula Regional Europea en 2021, junto con Franco Colapinto y su compañero graduado de Fórmula 4 Kas Haverkort en MP Motorsport.
Anotó sus primeros puntos en la segunda carrera de la primera ronda en Imola, terminando noveno en la segunda carrera.
El único otro final de puntos de Goethe llegó en la segunda carrera en Zandvoort, donde terminó en décimo lugar, y el danés quedó en el puesto 23 en la clasificación general, el duodécimo más alto de todos los novatos.

### Fórmula 3

#### 2022
Después de que Hunter Yeany sufriera una fractura de muñeca en la ronda de Austria, Goethe fue reclutado para reemplazarlo en la ronda de Hungría en Campos Racing. En la clasificación acabó superando a sus compañeros David Vidales y Pepe Martí, finalizando duodécimo, iniciando así la carrera al sprint desde la pole position. Cayó desde la pole position al inicio de la carrera, pero se mantuvo entre los diez primeros durante toda la carrera, terminando octavo después de una colisión en la última vuelta entre Arthur Leclerc y Jak Crawford, lo que le dio tres puntos en su debut.
Para la ronda de Spa-Francorchamps, fue retenido y una vez más superó a sus compañeros de equipo en la calificación, asegurando una brillante cuarta posición. En la carrera de velocidad, Goethe chocó fuertemente con Zane Maloney, pero afortunadamente ambos escaparon de las lesiones. En la carrera principal, la carrera de Goethe fue un gran éxito, incluso lideró la carrera en un punto. Eventualmente terminó cuarto, después de ser rebasado por Oliver Bearman en la última vuelta.
Goethe volvió a su campaña principal en la Eurofórmula Open para las dos últimas rondas de la temporada y fue reemplazado por Sebastián Montoya. Goethe terminó el campeonato en el puesto 19 con 15 puntos.

#### 2023
A fines de septiembre de 2022, Goethe participó en la prueba de postemporada de Fórmula 3 de la FIA con Trident los tres días. El 2 de diciembre de 2022, se anunció que Trident fichó a Goethe a tiempo completo para el próximo Campeonato de Fórmula 3 de la FIA de 2023 junto con Gabriel Bortoleto y Leonardo Fornaroli.

## Resumen de carrera
| Temporada | Categoría                                   | Equipo                    | Carreras     | Victorias    | Poles        | VR           | Podios       | Puntos       | Pos.         |
| --------- | ------------------------------------------- | ------------------------- | ------------ | ------------ | ------------ | ------------ | ------------ | ------------ | ------------ |
| 2019      | Campeonato de España de F4                  | Drivex School             | 3            | 0            | 0            | 0            | 0            | 0            | NC†          |
| 2020      | Campeonato de España de F4                  | MP Motorsport             | 21           | 1            | 0            | 1            | 6            | 135          | 5.º          |
| 2021      | Campeonato de Fórmula Regional Europea      | MP Motorsport             | 20           | 0            | 0            | 0            | 0            | 3            | 23.º         |
| 2022      | Campeonato de Fórmula Regional Asiática     | 3Y Technology by R-ace GP | 13           | 0            | 0            | 0            | 0            | 1            | 25.º         |
| 2022      | 24H GT Series - GT4                         | Dragon Racing             | 1            | 1            | 0            | 0            | 1            | 30           | 3.º          |
| 2022      | Eurofórmula Open                            | Team Motopark             | 26           | 11           | 7            | 12           | 18           | 499          | 1.º          |
| 2022      | Campeonato de Fórmula 3 de la FIA           | Campos Racing             | 4            | 0            | 0            | 0            | 0            | 15           | 19.º         |
| 2022-23   | 24H GT Series Trofeo de Oriente Medio - GT4 | ROFGO with Dragon Racing  | 1            | 1            | 0            | 0            | 1            | 40           | 2.º          |
| 2023      | Campeonato de Fórmula 3 de la FIA           | Trident                   | 18           | 1            | 1            | 1            | 2            | 75           | 8.º          |
| 2023      | Gran Premio de Macao                        | Campos Racing             | 1            | 0            | 0            | 0            | 0            | N/A          | 9.º          |
| 2024      | Campeonato de Fórmula 3 de la FIA           | Campos Racing             | 18           | 1            | 0            | 2            | 3            | 94           | 7.º          |
| 2024      | Campeonato de Fórmula 2 de la FIA           | MP Motorsport             | 8            | 0            | 0            | 0            | 0            | 14           | 23.º         |
| 2024      | Gran Premio de Macao                        | MP Motorsport             | 1            | 0            | 0            | 1            | 1            | N/A          | 2.º          |
| 2025      | Campeonato de Fórmula 2 de la FIA           | MP Motorsport             | Disputándose | Disputándose | Disputándose | Disputándose | Disputándose | Disputándose | Disputándose |
| Fuente:   |                                             |                           |              |              |              |              |              |              |              |

## Resultados

### Eurofórmula Open
(Clave) (negrita indica pole position) (cursiva indica vuelta rápida puntuable)

| Año  | Escudería     | 1   | 1   | 1   | 2   | 2   | 3   | 3   | 3   | 4   | 4   | 4   | 5   | 5   | 5   | 6   | 6   | 6   | 7   | 7   | 7   | 8   | 8   | 8   | 9   | 9   | 9   | Pos. | Puntos |
| ---- | ------------- | --- | --- | --- | --- | --- | --- | --- | --- | --- | --- | --- | --- | --- | --- | --- | --- | --- | --- | --- | --- | --- | --- | --- | --- | --- | --- | ---- | ------ |
| 2022 | Team Motopark | EST | EST | EST | PAU | PAU | LEC | LEC | LEC | SPA | SPA | SPA | HUN | HUN | HUN | IMO | IMO | IMO | SPI | SPI | SPI | MNZ | MNZ | MNZ | BAR | BAR | BAR | 1.º  | 499    |
| 2022 | Team Motopark | 3   | 1   | 4   | 1   | 3   | 1   | 2   | 1*  | 1   | 1*  | 1*  | 1*  | 4*  | 3   | 1   | 3*  | 4   | 1   | 6   | 2   | 6   | 5   | 5   | 1   | 5   | 3*  | 1.º  | 499    |

### Campeonato de Fórmula 3 de la FIA
(Clave) (negrita indica pole position) (cursiva indica vuelta rápida puntuable)

| Año  | Escudería     | 1   | 1   | 2   | 2   | 3   | 3   | 4   | 4   | 5   | 5   | 6   | 6   | 7   | 7   | 8   | 8   | 9   | 9   | 10  | 10  | Pos. | Puntos | Ref.   |
| ---- | ------------- | --- | --- | --- | --- | --- | --- | --- | --- | --- | --- | --- | --- | --- | --- | --- | --- | --- | --- | --- | --- | ---- | ------ | ------ |
| 2022 | Campos Racing | SAK | SAK | IMO | IMO | BAR | BAR | SIL | SIL | SPI | SPI | BUD | BUD | SPA | SPA | ZAN | ZAN | MNZ | MNZ |     |     | 19.º | 15     | [ 25 ] |
| 2022 | Campos Racing |     |     |     |     |     |     |     |     |     |     | 8   | 28  | Ret | 4   |     |     |     |     |     |     | 19.º | 15     | [ 25 ] |
| 2023 | Trident       | SAK | SAK | MEL | MEL | MON | MON | BAR | BAR | SPI | SPI | SIL | SIL | BUD | BUD | SPA | SPA | MNZ | MNZ |     |     | 8.º  | 75     | [ 26 ] |
| 2023 | Trident       | 6   | 2   | Ret | 22  | 17  | 13  | 11  | 16  | 26  | 11  | 17  | 1   | 5   | 4   | Ret | Ret | 5   | Ret |     |     | 8.º  | 75     | [ 26 ] |
| 2024 | Campos Racing | SAK | SAK | MEL | MEL | IMO | IMO | MON | MON | BAR | BAR | SPI | SPI | SIL | SIL | BUD | BUD | SPA | SPA | MNZ | MNZ | 7.º  | 94     | [ 27 ] |
| 2024 | Campos Racing | 9   | 10  | 5   | 9   | 1   | 2   | 10  | 10  | 3   | 4   | 7   | 5   | Ret | 6   | 11  | 8   | 6   | 19  |     |     | 7.º  | 94     | [ 27 ] |

### Campeonato de Fórmula 2 de la FIA
(Clave) (negrita indica pole position) (cursiva indica vuelta rápida puntuable)

| Año   | Escudería     | 1   | 1   | 2   | 2   | 3   | 3   | 4   | 4   | 5   | 5   | 6   | 6   | 7   | 7   | 8   | 8   | 9   | 9   | 10  | 10  | 11  | 11  | 12  | 12  | 13  | 13  | 14  | 14  | Pos. | Puntos | Ref.   |
| ----- | ------------- | --- | --- | --- | --- | --- | --- | --- | --- | --- | --- | --- | --- | --- | --- | --- | --- | --- | --- | --- | --- | --- | --- | --- | --- | --- | --- | --- | --- | ---- | ------ | ------ |
| 2024  | MP Motorsport | SAK | SAK | YED | YED | MEL | MEL | IMO | IMO | MON | MON | BAR | BAR | SPI | SPI | SIL | SIL | BUD | BUD | SPA | SPA | MNZ | MNZ | BAK | BAK | LUS | LUS | YMC | YMC | 23.º | 14     | [ 28 ] |
| 2024  | MP Motorsport |     |     |     |     |     |     |     |     |     |     |     |     |     |     |     |     |     |     |     |     | Ret | 16  | 21  | Ret | Ret | 4   | 9   | 9   | 23.º | 14     | [ 28 ] |
| 2025* | MP Motorsport | MEL | MEL | SAK | SAK | YED | YED | IMO | IMO | MON | MON | BAR | BAR | SPI | SPI | SIL | SIL | SPA | SPA | BUD | BUD | MNZ | MNZ | BAK | BAK | LUS | LUS | YMC | YMC | 15.º | 12     | [ 29 ] |
| 2025* | MP Motorsport | 11  | C   | 4   | 11  | 11  | 14  | 10  | 7   | 12  | 10  | 18  | 16  | 11  | 17† | 11  | 11  |     |     |     |     |     |     |     |     |     |     |     |     | 15.º | 12     | [ 29 ] |

- * Temporada en progreso.

## Vida personal
El padre de Goethe, Roald Goethe, es un piloto de carreras que actualmente compite en la GT World Challenge Europe Sprint Cup. También está emparentado con el escritor alemán Johann Wolfgang von Goethe.